# La olimpiada (Traetta)
La olimpíada (título original en italiano, L’Olimpiade) es una ópera en tres actos con música de Tommaso Traetta y estrenada el 15 de octubre de 1767 en el Teatro della Pergola de Florencia. Usó para ello un libreto en italiano escrito décadas atrás por Pietro Metastasio y que fue musicado por otros muchos compositores.

## Historia

### Antecedentes
El libreto de La olimpíada fue escrito por Metastasio (1698 – 1782) como poeta oficial del Emperador de Austria. El texto fue encargado para que sirviera de libreto a la ópera homónima del compositor Antonio Caldara (Venecia, 1670 – Viena, 1736), a la sazón maestro de capilla de la corte imperial de Viena. Las fuentes que utilizó Metastasio para el libreto fueron: los trabajos históricos de Heródoto de Halicarnaso y  Pausanias; así como los dramas "Gli inganni felici" de Apostolo Zeno, "Aminta" y "Torrismondo" de Torquato Tasso y "Pastor fido" de Battista Guarini. 
La obra, cantada en italiano y dividida en tres actos, se estrenó en Viena con motivo del cumpleaños de la emperatriz Isabel Cristina de Brunswick-Wolfenbüttel  esposa del emperador Carlos VI, el 28 de agosto de 1733. 
Entre las muchas óperas que usaron este libreto destacan las siguientes, todas en tres actos: la de Vivaldi, estrenada en el Teatro Sant’Angelo de Venecia el 17 de febrero de 1734; la de Pergolesi, estrenada en el Teatro di Tordinona de Roma en enero de 1735; la de Leonardo Leo, estrenada en el Teatro San Carlos de Nápoles el 19 de diciembre de 1737; la de Galuppi, estrenada en el Teatro Regio Ducal de Milán el 26 de diciembre de 1747, así como la versión de Jommelli, estrenada en el Teatro de la corte de Estocolmo, el 11 de febrero de 1761. Posterior a la versión de Traetta es el dramma per musica en dos actos de Domenico Cimarosa estrenado en Vicenza, Teatro Eretenio, 10 de julio de 1784. La olimpiada es uno de los libretos de Metastasio que más éxito tuvo, pues fue utilizado por más de 50 compositores como libreto para sus óperas.

### Representaciones
La versión que Traetta hizo de este libreto se estrenó el 15 de octubre de 1767 en el Teatro della Pergola de Florencia.

## Personajes

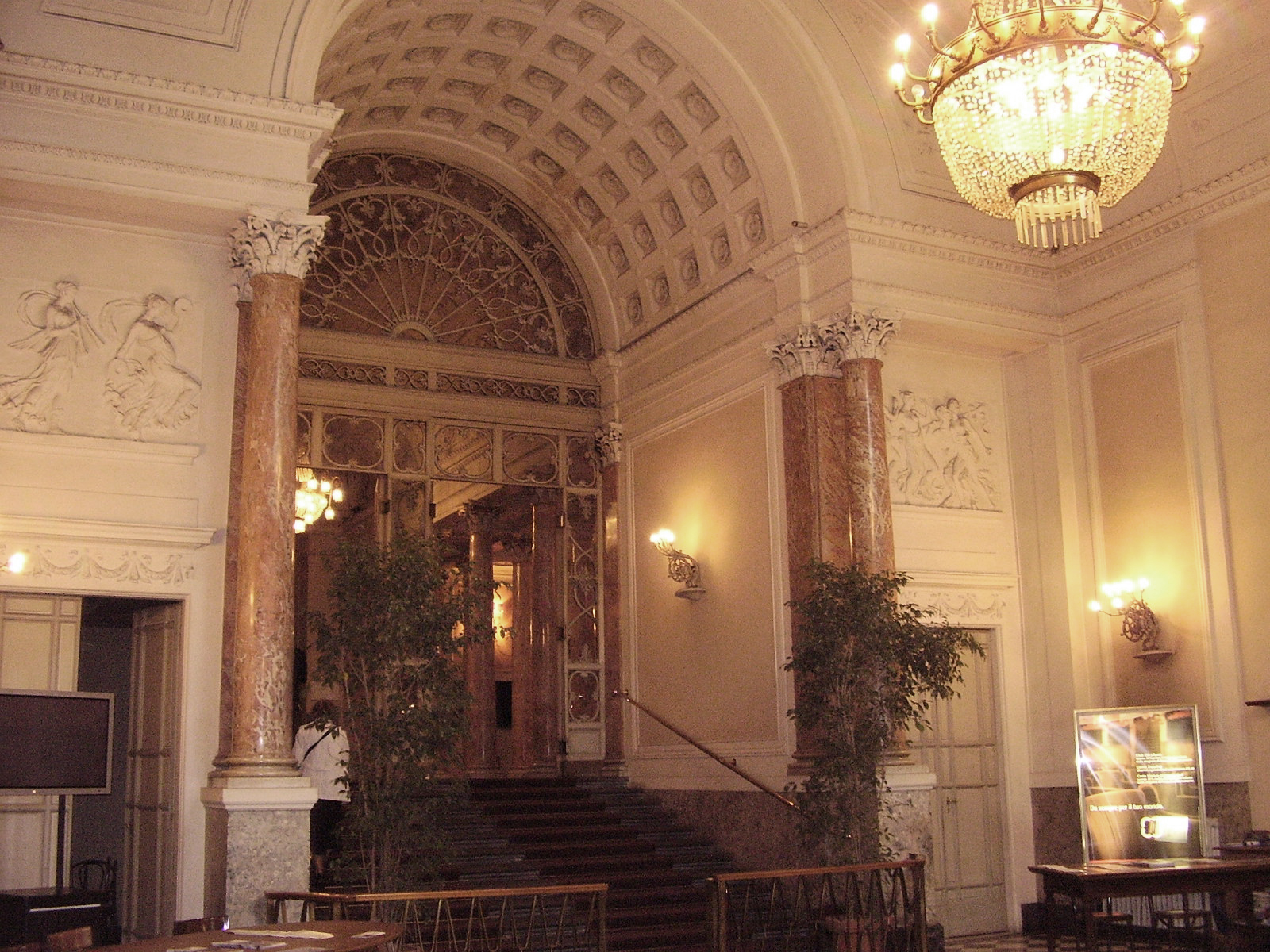
Detalle del vestíbulo del Teatro della Pergola de Florencia, 1855.

| Personaje                                      | Tesitura   | Reparto el 15 de octubre de 1767 Director: Tommaso Traetta |
| ---------------------------------------------- | ---------- | ---------------------------------------------------------- |
| Clistene (rey de Sición)                       | tenor      | ?                                                          |
| Aristea (hija de Clistene)                     | soprano    | Maria Anna Lucia De Amicis-Buonsollazzi                    |
| Lycidas (supuesto príncipe de Creta)           | sopranista | ?                                                          |
| Megacle (amigo de Lycidas y amante de Aristea) | sopranista | ?                                                          |
| Argene (dama cretense, enamorada de Lycidas)   | soprano    | ?                                                          |
| Aminta (tutor de Lycidas)                      | sopranista | ?                                                          |
| Alcandro (secretario de Clistene)              | contralto  | ?                                                          |

## Argumento
La trama se desarrolla en el Sición (Grecia), en época mítica.

### Acto I

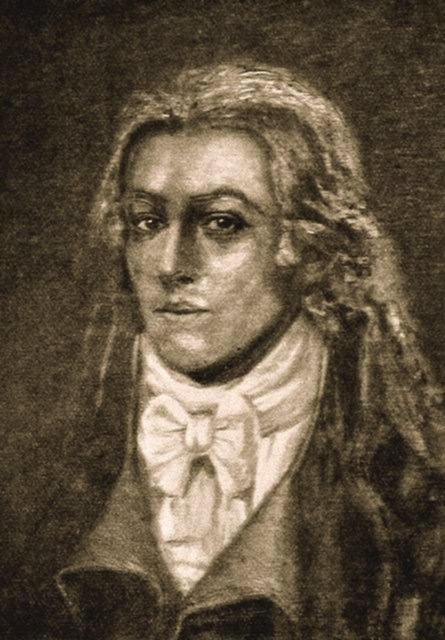
Tommaso Traetta, (1727 –1779).

Megacle llega a Sición justo a tiempo para participar en los Juegos Olímpicos bajo el nombre de Lycidas, un amigo al que una vez le salvó la vida. Sin que Megacle lo sepa, Lycidas está enamorado de Aristea, estando la mano de esta última prometida al ganador de los juegos por su padre, el rey Clistene. 
Lycidas, que una vez estuvo prometido a la princesa Argene de Creta, no sabe que Megacle y Aristea están enamorados el uno del otro, y le cuenta a su amigo cual es el premio de los juegos. Aristea y Megacle se alegran de que si éste gana podrán casarse, pero Megacle se siente presionado por haber dado su palabra de que competiría como Lycidas. 
Mientras tanto, Argene llega a Olimpia disfrazada como una pastora para recuperar a Lycidas. 

### Acto II
Megacle gana los juegos, confiesa la verdad a Aristea y se va con el corazón roto. 
Cuando Lycidas se acerca a reclamar su trofeo, Aristea lo rechaza así como también lo hace Argene. 
Aminta, tutor de Lycidas, dice que Megacle se ha ahogado y el rey Clistene, acusando a Lycidas de haber abandonado a su amigo, lo expulsa del reino.

### Acto III
Argene evita que la desesperada Aristea se suicide, Megacle es rescatado por un pescador y Lycidas planea el asesinato del Rey. 
Cuando el rey Clistene descubre las maquinaciones de Lycidas, Aristea pide piedad para él, mientras que Argene se ofrece para recibir el castigo en su lugar. Para convencer al Rey de que ella es una princesa cretense, le muestra a Clistene una cadena que Lycidas le había regalado. El Rey reconoce la cadena como perteneciente a su hijo, a quien él había abandonado durante su infancia para prevenir la profecía que decía que el pequeño mataría a su padre. 
Lycidas es reinsertado en la familia real, se reconcilia con Argene y permite que, su ahora hermana, Aristea, se una a Megacle.